# Dan Pippin
Dan Luther Pippin (St. Louis (Missouri), 20 de outubro de 1926 - McCredie Township, 1 de abril de 1965) foi um basquetebolista estadunidense que integrou a Seleção Estadunidense na conquista da Medalha de Ouro disputada nos XV Jogos Olímpicos de Verão em 1952 realizados em Helsínquia na Finlândia.